# Clematis japonica
Clematis japonica är en ranunkelväxtart som beskrevs av Carl Peter Thunberg och Andrew Dickson Murray. Clematis japonica ingår i släktet klematisar, och familjen ranunkelväxter. Inga underarter finns listade i Catalogue of Life.

## Bildgalleri

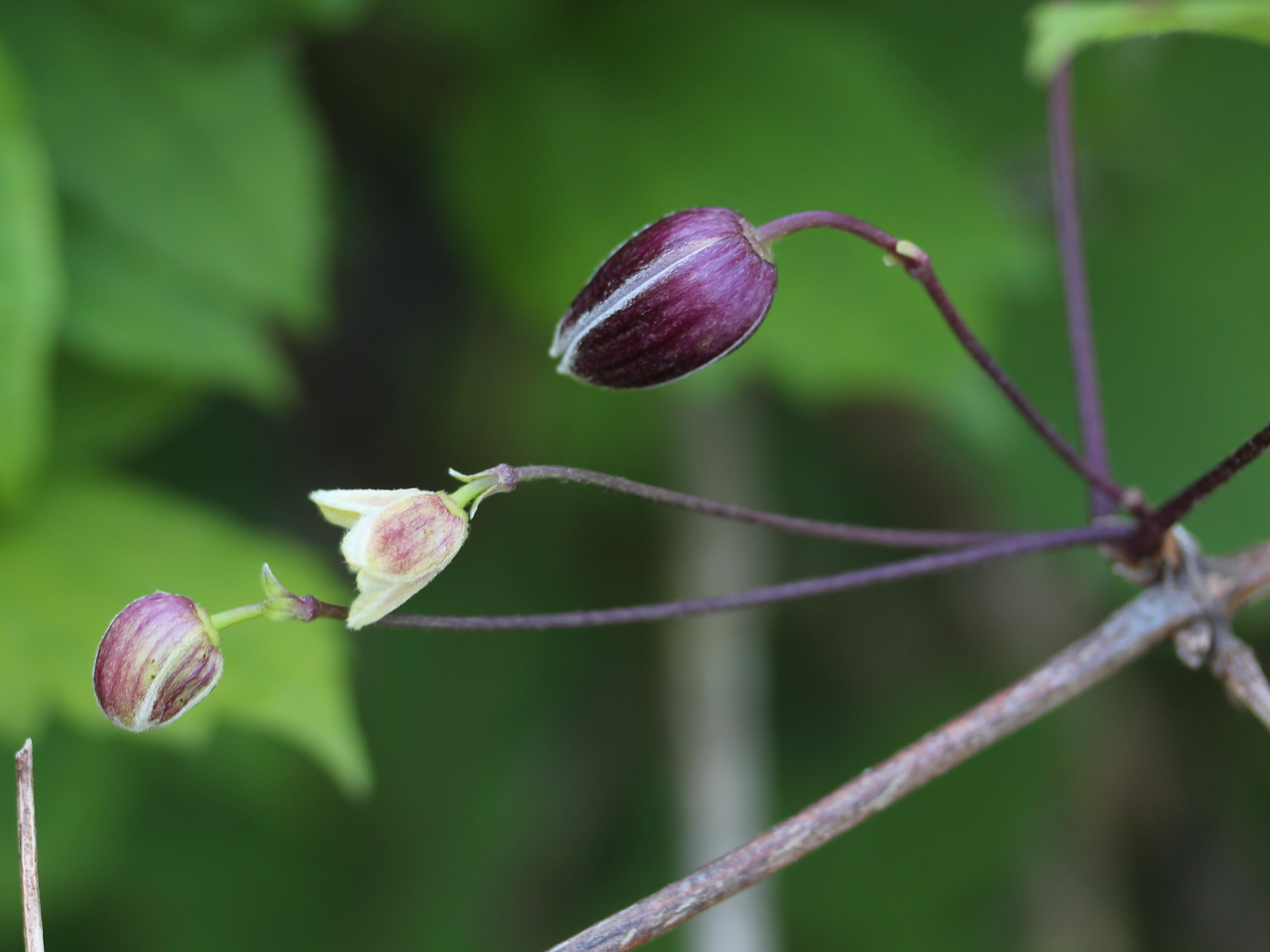
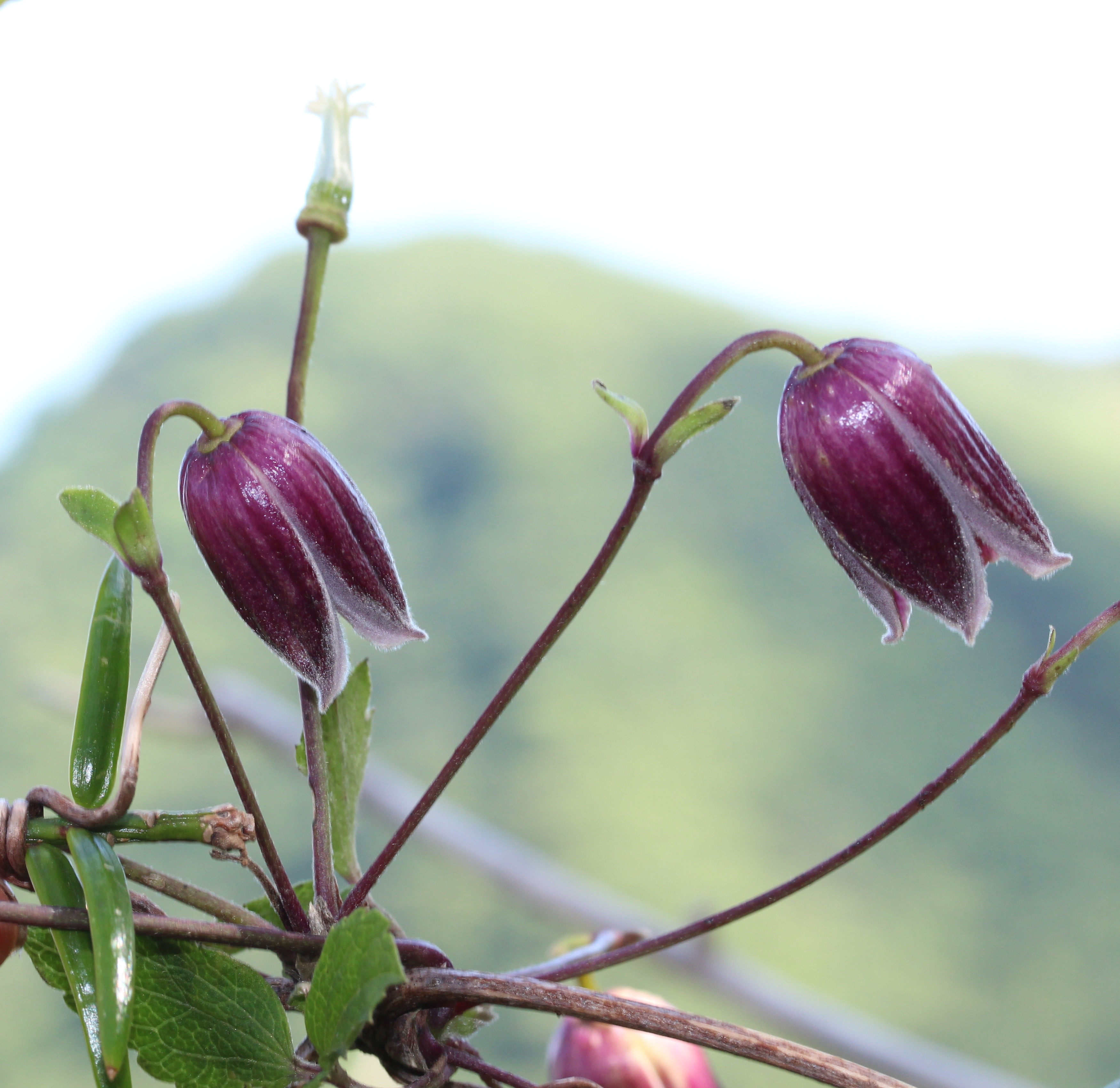
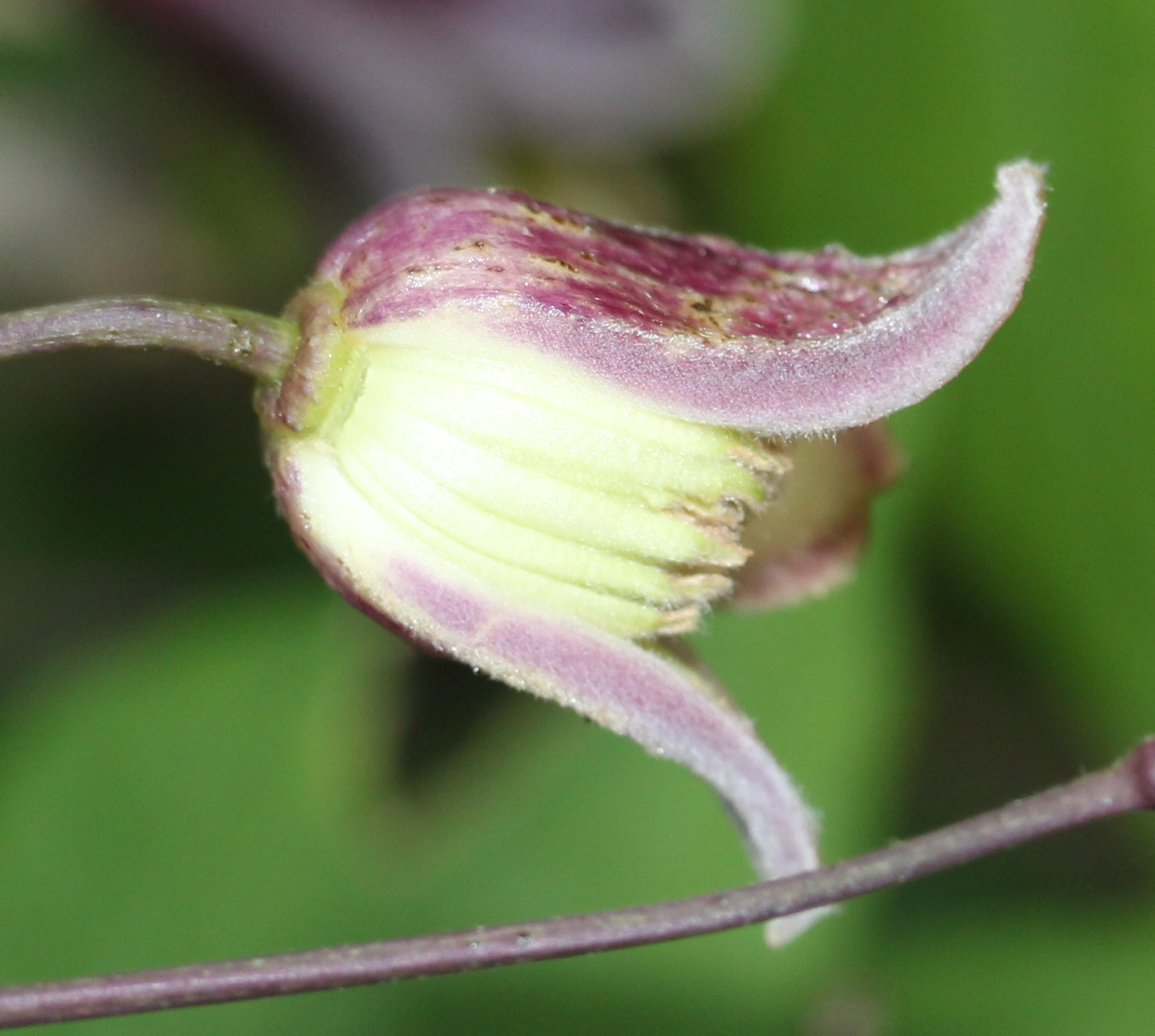
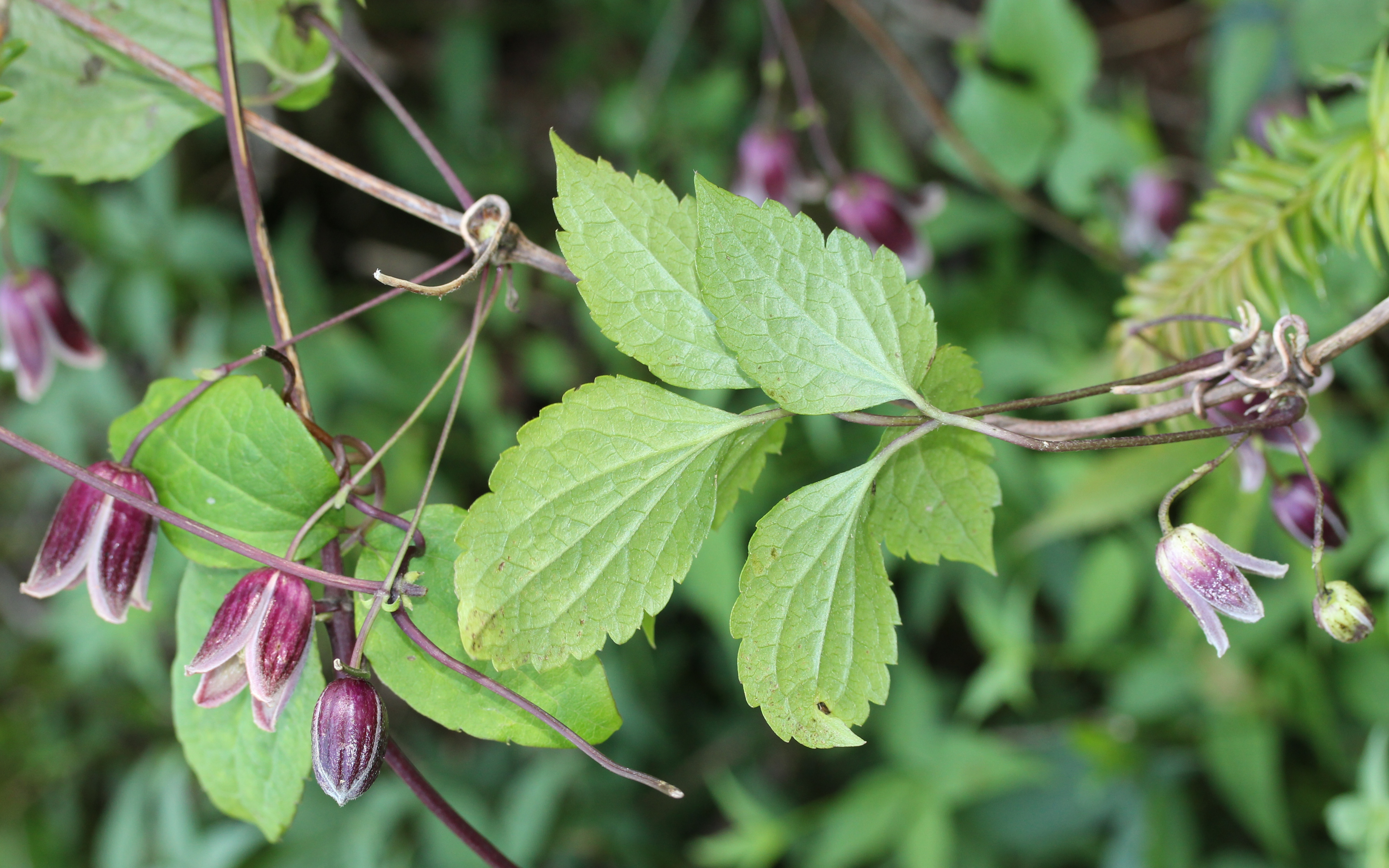